# 衛星劇場
衛星劇場（えいせいげきじょう）は、日本の衛星放送チャンネルで、衛星一般放送事業者及び衛星基幹放送事業者である松竹ブロードキャスティング株式会社運営の映画専門チャンネル。CS（通信衛星）、ケーブルテレビを通して全国に配信。

## 概要
- 主に小津安二郎監督作品や『男はつらいよ』シリーズや『釣りバカ日誌』シリーズなど新旧の松竹映画を中心に映画・テレビドラマ・古典芸能・演劇といったタイトルを月120本以上放送。
- 松竹製作の映画に関しては新作はもちろん、戦前の作品までラインナップしており他のチャンネルでは見ることのできない貴重な作品を頻繁に放送している。また洋画やテレビドラマに関しても他のチャンネルにはない作品を放送することで差別化を図っている。2000年代後半以降はアジア圏の作品も積極的に放送している。
- 2008年10月1日よりスカパー!プレミアムサービスにてHD放送を開始。
- 2012年10月1日より、スカパー!（110度）にて16:9（1.78:1）の画角情報を付加し、フルサイズのSD放送を開始。
- 2014年5月31日、スカパー！プレミアムサービスにてSD放送を終了、18年間のスカパー！プレミアムサービスの標準画質放送を幕を閉じた。
- 2016年12月1日に、スカパー!プレミアムサービスの衛星一般放送事業者がスカパー・ブロードキャスティングからスカパー・エンターテイメントに変更。
- 2018年9月26日より、スカパー!での放送を標準画質からハイビジョン画質に変更。

## 放送枠
邦画
- 衛星劇場シアター（新作特番および日本語字幕放送あり）
- 男はつらいよシリーズ全50作品[1]（山田洋次監督／渥美清）
- 釣りバカ日誌シリーズ全22作品（栗山富夫監督／西田敏行・三國連太郎）

ほか
月ごとに、新作映画公開に合わせた特別企画や、監督特集などの特別枠を編成している。
韓流
- 情熱のコリアンムービーシアター
- 韓国ドラマシリーズ
- 韓流名画館
- 韓流短編ドラマ名作劇場
- 韓国ドラマアンコール放送
- 韓国情報番組
- SHOW CHAMPION（韓国放送日が2016年12月14日の第209回から）[2]

アジア系
- 台湾ドラマシリーズ
- 中国ドラマシリーズ
- 台湾映画傑作劇場
- 中国映画名作劇場
- 香港映画傑作劇場

洋画
- 衛星洋画シアター
- 大林宣彦のいつか見た映画館
- 西部劇クラシックス
- 幻の西部劇シリーズ（テレビドラマ）

時代劇
- 市川雷蔵スペシャル
- 勝新太郎スペシャル
- ご存じ「必殺」シリーズ特番

舞台系、その他
- アート・アニメーションの世界
- 衛星ドキュメンタリー
- 特選歌舞伎
- 演劇招待席
- 松竹新喜劇アワー
- 衛星落語招待席
- 自主制作番組
  - Invitation Movie
  - シネマ紀行
  - ムービー・ナビ！
  - 日本映画プロデューサー列伝
  - 番組案内（15分、無料放送）

ミッドナイト（R-15指定相当の作品を放送）
- エンジェルナイト
- ロマンポルノ傑作選

特選!ピンク映画劇場は2024年12月を持って放送終了

## グループチャンネル
松竹ブロードキャスティング運営
- ホームドラマチャンネル（テレビドラマ中心。時代劇、NHK作品、韓国・台湾などのドラマなども放送）

かつて存在したチャンネル
- 歌舞伎チャンネル（歌舞伎・能狂言・落語などといった日本の伝統芸能を放送していた）